# Henry Compton (1er baron Compton)
Pour les articles homonymes, voir Henry Compton.
Henry Compton, 1er baron Compton (14 juillet 1544 - 10 décembre 1589) est un pair anglais et membre du Parlement.

## Biographie
Il est le fils posthume de Peter Compton de Compton Wynyates et de son épouse Anne, fille de George Talbot (4e comte de Shrewsbury) et petit-fils de William Compton (marchand) (en). Il est formé en droit à Gray's Inn (1563). Il succède à son père en 1544 et est fait chevalier en 1567 .
Il est élu député au Parlement d'Angleterre pour Old Sarum en 1563 et est nommé shérif du Warwickshire pour 1571-1572. En 1572, il est convoqué à la Chambre des lords sous le nom de baron Compton, de Compton dans le comté de Warwick. Après son anoblissement, Lord Compton est l'un des pairs lors du procès de Marie Stuart en 1586 .
Il épouse d'abord Frances, fille de Francis Hastings (2e comte de Huntingdon), avec qui il a un fils. Il épouse ensuite Anne Spencer, fille de John Spencer, avec qui il a deux autres fils. Il est mort en décembre 1589, à 45 ans, et est remplacé comme baron par le fils de son premier mariage, William, qui est créé comte de Northampton en 1618. Un fils cadet, Thomas, est le troisième époux de Mary Villiers, comtesse de Buckingham.